# Elof Lindälv
Elof Lindälv, född 3 september 1887 på släktgården Lindströmsgården i Älvsåker, död 12 juni 1987, var en svensk hembygdsforskare och lärare.  Han var son till lantbrukare Anders Andersson och Beata Lindström och 1935 gift med Olga Wattsgård.
Han avlade folkskollärarexamen i Göteborg 1915 och var därefter lärare i Göteborg, sist överlärare i Karl Johans skoldistrikt 1932-1953. 
Lindälv är främst känd för sina stora kunskaper inom fornforskning och arkeologi. Åren 1917-1977 gav han ut nästan 250 skrifter. Han var mycket aktiv inom hembygdsforskningen. Lindälv var en av de drivande krafterna bakom grundandet av Nordhallands hembygdsförening.
Han utnämndes till filosofie hedersdoktor vid Göteborgs universitet 1964.
Lindälv gav även ut flera böcker om stadsdelen Majorna i Göteborg. 1989 döptes Elof Lindälvs gata efter honom. Det finns även en väg i Lindome utanför Göteborg med namnet ”Elof Lindälvs väg” som ofta förväxlas med Elof Lindälvs gata.  
Elof Lindälvs gymnasium i Kungsbacka är uppkallat efter honom.